# Festival Slovenskogoriški klopotec Cerkvenjak
Festival Slovenskogoriški klopotec Cerkvenjak je festival narodnozabavne glasbe, ki ga organizira Kulturno društvo Cerkvenjak. Prvi festival je potekal leta 1986. Odvija se oktobra v Kulturnem domu v Cerkvenjaku. Na njem se predstavijo ansambli, ki jih strokovna komisija izbere izmed prijavljenih na razpis. Posebnost festivala je druga skladba, ki mora biti priredba ljudske skladbe.
V letih 2006, 2009 in 2018 festivala ni bilo.

## Izvedba
Na njem se predstavijo ansambli, ki jih strokovna komisija izbere izmed prijavljenih na razpis. Na festivalu se vsak ansambel predstavi z dvema skladbama. Prva mora biti lastna novejša skladba ansambla, ki je bila prvič javno ali medijsko predvajana v tekočem letu ali leto prej in še ni bila nagrajena na katerem izmed festivalov. Druga skladba mora biti priredba ljudske pesmi, kar je posebnost tega festivala. Festival posname Televizijska hiša Veseljak in ga predvaja v mesecu novembru.

## Zgodovina
Prvi festival leta 1986 so organizirali na pobudo domačina Franca Bratkoviča iz Zveze kulturnih organizacij Občine Lenart. Kljub dvomom v organizacijsko sposobnost in pokritje nastalih stroškov so 14. decembra 1986 v kulturnem domu v Cerkvenjaku uspešno izvedli prvi festival. Na njem so se predstavili naslednji ansambli Ptujskih 5, Prijatelji, Slovenskogoriški kvintet, Bratranci, Ansambel Toneta Čučka, Ansambel Edija Potrča, Metalurgi in Mavrica. Strokovno komisijo so sestavljali akademski glasbeniki in učitelji glasbe Boris Rošker, Sonja Kos in Rudi Cehtl. Tako po strokovni komisiji kot tudi po glasovanju občinstva so zmagali Metalurgi. Zaradi dobrega odziva so v naslednjih letih nadaljevali z organizacijo festivala.
Drugi festival leta 1987 je potekal v drugi polovici oktobra. Tako je ostalo vse do danes. Prvič je takrat festival posnel tudi Radio Maribor, ki ga je predvajal v poznejšem terminu. Nekaj let ga je celo prenašal v živo. Od leta 1993 naprej se zahteva tudi izvedba ljudske skladbe, na tem festivalu so prvič podelili nagrado za najboljšo priredbo. Leta 2002 festival dobi zaščiteno ime Slovenskogoriški klopotec narodnozabavne glasbe Cerkvenjak. V prvem desetletju 21. stoletja, v letih 2006 in 2009, je festival odpadel. V tem času je namreč prišlo do pogostih menjav organizatorja. Zadnjih pet let je glavni organizator festivala Kulturno društvo Cerkvenjak, ki ga vodi Primož Čuček.
Voditelji festivala v njegovi več kot 30-letni zgodovini so bili Zoran Turk, Jože Grobler, Metka Kranjc, Edvard Pukšič in Smilja Baranja, zadnjih nekaj let pa ga povezuje radijska moderatorka Darinka Čobec.

## Nagrade
Na festivalu podelijo naslednje nagrade:
- Zlati, srebrni in bronasti klopotec (podeli strokovna komisija);
- Nagrada za najboljše besedilo (podeli strokovna komisija);
- Nagrada za najboljšo priredbo in izvedbo ljudske pesmi (podeli strokovna komisija);
- Nagrada za najbolj všečen ansambel festivala (izbere občinstvo);

Na nekaterih izvedbah festivala so v preteklosti podelili tudi naslednje nagrade:
- Nagrada za najboljšo skladbo (podeljena v letih 2010 in 2011);
- Nagrada za najboljši aranžma (podeljena leta 2010);
- 2. nagrada občinstva (podeljena leta 2008);
- 3. nagrada občinstva (podeljena leta 2008);

## Zmagovalci

### Klopotci in nagrada občinstva
Izmed nagrad najdlje podeljujejo glavne tri nagrade strokovne komisije (klopotce) in nagrado občinstva.
Nekateri nagrajenci pred letom 2005:
| #   | Leto | Zlati klopotec/1. nagrada | Srebrni klopotec/2. nagrada | Bronasti klopotec/3. nagrada | Nagrada občinstva  |
| --- | ---- | ------------------------- | --------------------------- | ---------------------------- | ------------------ |
| 1.  | 1986 | Ansambel Metalurgi        | Ansambel Mavrica            | Ansambel Prijatelji          | Ansambel Metalurgi |
| 13. | 1998 | Ansambel Cvet             | Ansambel Šibovniki z Alenko | Ansambel 7. raj              | Ansambel 7. raj    |

Nagrajenci v zadnjih letih (od 20. festivala leta 2005) so bili:
| #   | Leto | Zlati klopotec/1. nagrada | Srebrni klopotec/2. nagrada       | Bronasti klopotec/3. nagrada | Nagrada občinstva                     |
| --- | ---- | ------------------------- | --------------------------------- | ---------------------------- | ------------------------------------- |
| 20. | 2005 | Ansambel Strici           | Ansambel Lisjaki                  | Ansambel Modrijani           | Ansambel Lisjaki                      |
| 21. | 2007 | Ansambel Veritas          | Ansambel Naveza                   | Ansambel Mladi upi           | Ansambel Naveza                       |
| 22. | 2008 | Ansambel bratov Jamnik    | Ansambel Pajdaši                  | Ansambel Harmonija           | Ansambel Mladi muzikantje             |
| 23. | 2010 | Ansambel Mladih 5         | Ansambel Štajerband in Rudi Šantl | Ansambel Minutka             | Ansambel Mladi muzikantje             |
| 24. | 2011 | Ansambel Minutka          | Ansambel Poskočni muzikanti       | Ansambel Žargon              | Ansambel Trubadurji                   |
| 25. | 2012 | Ansambel Nasmeh           | Ansambel Glas                     | Ansambel Žargon              | Ansambel Žargon                       |
| 26. | 2013 | Ansambel Livada           | Ansambel Štajerski fakini         | Ansambel Viža                | Ansambel Štajerski fakini             |
| 27. | 2014 | Ansambel Hozentregarji    | Ansambel Tomaža Rota              | Ansambel Briški kvintet      | Ansambel Pomladni zvoki Ansambel Opoj |
| 28. | 2015 | Ansambel Upanje           | Ansambel Lun'ca                   | Ansambel Klapovühi           | Ansambel Klapovühi                    |
| 29. | 2016 | Ansambel Mladi Pomurci    | Ansambel Tomaža Rota              | Ansambel Udar                | Ansambel Mladi Pomurci                |
| 30. | 2017 | Ansambel Florjan          | Ansambel Blaža Hutevca            | Ansambel Opoj                | Ansambel Opoj                         |
| 31. | 2019 | Ansambel Roka Kastelca    | Ansambel Špadni fantje            | Ansambel Jarica              | Ansambel Upanje                       |

### Najboljše besedilo in najboljša priredba ljudske pesmi
Nagrado za najboljšo priredbo ljudske pesmi so podelili že na 20. festivalu leta 2005, na naslednjih štirih festivalih pa te nagrade ni bilo. Ponovno jo redno podeljujejo od vključno 25. izvedbe leta 2012 naprej. Nagrade za najboljše besedilo podeljujejo redno od vključno 23. festivala leta 2003 naprej. Nagrajenci v zadnjih letih so bili:
| #   | leto | Najboljša priredba ljudske pesmi | Najboljša priredba ljudske pesmi | Najboljše besedilo         |
| #   | leto | Nagrajenec (avtor priredbe)      | Izvajalci                        | Najboljše besedilo         |
| 13. | 1998 | Nagrada ni bila podeljena.       | Nagrada ni bila podeljena.       | Franc Ankerst              |
| 20. | 2005 | Člani ansambla                   | Ansambel Strici                  | Nagrada ni bila podeljena. |
| 21. | 2007 | Nagrada ni bila podeljena.       | Nagrada ni bila podeljena.       | Nagrada ni bila podeljena. |
| 22. | 2008 | Nagrada ni bila podeljena.       | Nagrada ni bila podeljena.       | Nagrada ni bila podeljena. |
| 23. | 2010 | Nagrada ni bila podeljena.       | Nagrada ni bila podeljena.       | Majda Rebernik             |
| 24. | 2011 | Nagrada ni bila podeljena.       | Nagrada ni bila podeljena.       | Matjaž Vrh                 |
| 25. | 2012 | Mitja Novak                      | Ansambel Nasmeh                  | Majda Rebernik             |
| 26. | 2013 | Člani ansambla                   | Ansambel Prleški odmev           | Matjaž Vrh                 |
| 27. | 2014 | Člani ansambla                   | Ansambel Opoj                    | Matjaž Vrh                 |
| 28. | 2015 | Marko Črnčec                     | Ansambel Srčni muzikanti         | Alenka Skupek              |
| 29. | 2016 | Člani ansambla                   | Ansambel Mladi Pomurci           | Igor Pirkovič              |
| 30. | 2017 | Člani ansambla                   | Ansambel Florjan                 | Igor Pirkovič              |
| 31. | 2019 | Člani ansambla                   | Ansambel Špadni fantje           | Ivan Sivec                 |

### Druge nagrade
Na nekaterih izvedbah festivala so podelili tudi drugačne nagrade, ki jih sedaj ne podeljujejo več. Nagrade in nagrajenci:
| #   | leto | Najboljša skladba | Najboljši aranžma | 2. nagrada občinstva      | 3. nagrada občinstva             |
| 13. | 1998 | /                 | /                 | Ansambel Show band Klobuk | Ansambel Slovenskogoriški fantje |
| 22. | 2008 | /                 | /                 | Ansambel Pajdaši          | Ansambel Naveza                  |
| 23. | 2010 | Ansambel Mladih 5 | Avgust Skaza      | /                         | /                                |
| 24. | 2011 | Ansambel Šaljivci | /                 | /                         | /                                |